# Adriática Iónica
La Adriática Iónica (oficialmente: Adriatica Ionica Race es una carrera ciclista por etapas europea creada en el año 2018 con el fin de recorrer y promover los territorios bañados por los mares Adriático y Jónico.
La primera edición se corrió entre el 20 y el 24 de junio de 2018 como carrera de categoría 2.1 del UCI Europe Tour recorriendo el noroeste italiano y fue ganada por el ciclista colombiano Iván Ramiro Sosa.
La carrera cuenta con un plan de expansión a 5 años en donde su recorrido buscará pasar de las cinco etapas de la edición inaugural hasta llegar a 10 etapas en ediciones futuras mediante la extensión paulatina de su recorrido para atravesar un total de 9 países, todos ellos con costas o próximos a los mares Adriático y el Jónico, en donde para el año 1 se incluye Austria, en el año 2 Eslovenia y Croacia, en el año 3 Bosnia y Montenegro, en el año 4 Macedonia y Albania y en el año 5 Grecia.

## Palmarés
| Año  | Ganador           | Segundo            | Tercero        |           |
| ---- | ----------------- | ------------------ | -------------- | --------- |
| 2018 | Iván Ramiro Sosa  | Giulio Ciccone     | Ildar Arslanov |           |
| 2019 | Mark Padun        | Ben Hermans        | James Knox     |           |
| 2020 | cancelada         | cancelada          | cancelada      | cancelada |
| 2021 | Lorenzo Fortunato | Merhawi Kudus      | Vadim Pronskiy |           |
| 2022 | Filippo Zana      | Natnael Tesfatsion | Vadim Pronskiy |           |
| 2023 | cancelada         | cancelada          | cancelada      | cancelada |
| 2024 | cancelada         | cancelada          | cancelada      | cancelada |

## Palmarés por países
| País     | Victorias |
| -------- | --------- |
| Italia   | 2         |
| Colombia | 1         |
| Ucrania  | 1         |